# Rascht (Verwaltungsbezirk)
Rascht (persisch شهرستان رشت) ist ein Schahrestan in der Provinz Gilan im Iran. Er enthält die Stadt Rascht, welche die Hauptstadt des Verwaltungsbezirks ist.

## Kreise
- Zentral (بخش مرکزی)
- Khomam (بخش خمام)
- Sangar (بخش سنگر)
- Kuchesfahan (بخش کوچصفهان)
- Lascht-e Nescha (بخش لشت نشا)
- Khoshk-e Bidschar (بخش خشکبیجار)

## Demografie
Bei der Volkszählung 2016 betrug die Einwohnerzahl des Schahrestan 956.971. Die Alphabetisierung lag bei 91 Prozent der Bevölkerung. Knapp 78 Prozent der Bevölkerung lebten in urbanen Regionen.
| Zensusjahr | Einwohnerzahl |
| ---------- | ------------- |
| 2011       | 918.445       |
| 2016       | 956.971       |